# Axel Kock

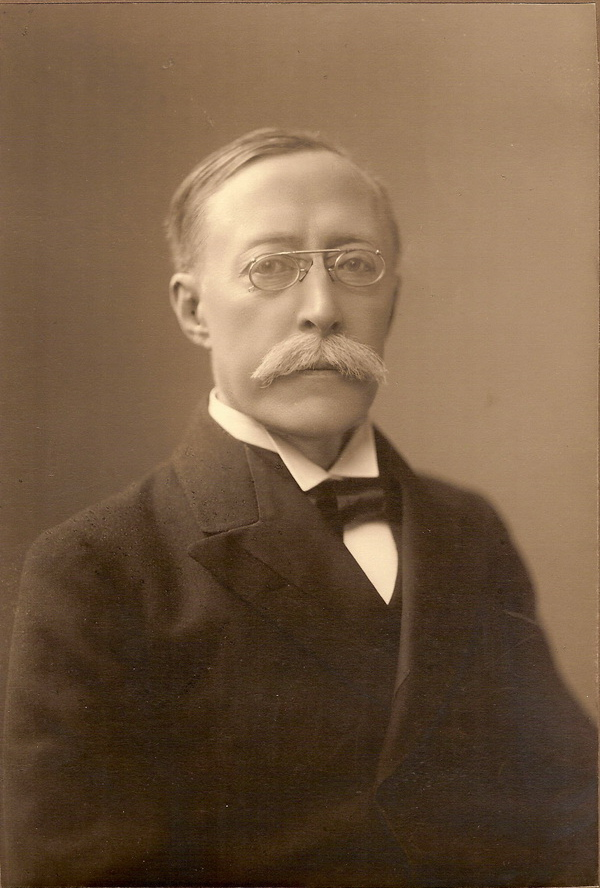
Axel Kock

Karl Axel Lichnowsky Kock (geboren am 2. März 1851 in Trelleborg; gestorben am 18. März 1935 in Lund) war ein schwedischer Linguist, Germanist und Universitätsprofessor.

## Leben
Kock war ein Sohn des Kaufmanns Johan Engelbrekt Kock und dessen Frau Jeannette Ingeborg (geborene Bruzelius). Sowohl die väterlichen, als auch die mütterlichen Vorfahren waren angesehene Bürger der Stadt Malmö, wo sie wichtige Ämter im wirtschaftlichen und öffentlichen Leben bekleideten. Nach dem Besuch der Domschule in Lund legte er dort 1870 die Reifeprüfung ab und setzte dann sein Studium an der Universität Lund fort, wo er 1875 Kandidat der Philosophie und, nach Studien an ausländischen Universitäten, 1879 Lizentiat wurde. Im selben Jahr wurde er mit seiner Dissertation zu „Sprachgeschichtlichen Untersuchungen zum schwedischen Akzent“ zum Doktor der Philosophie und umgehend zum außerordentlichen Professor und Dozenten für nordische Sprachen ernannt. 1890 wurde er auf den Lehrstuhl für nordische Sprachen an der Universität Göteborg, schwedisch högskola, berufen, deren Rektor er auch in den ersten Jahren ihres Bestehens war. 1893 verließ er Göteborg, um seine wissenschaftliche Arbeit in Lund wieder aufzunehmen, wo er zunächst bis 1907 als Privatgelehrter lebte und bis 1916 als Professor an der Universität Lund tätig war. In den Jahren 1911 bis 1916 bekleidete er zudem den Posten des Rektors der Universität. Er hat zahlreiche Schriften verfasst, darunter Abhandlungen in dänischen, deutschen und schwedischen Zeitschriften. Kock war Mitherausgeber der Zeitschrift Arkiv för nordisk filologi. Kock betrieb insbesondere Forschungen im Bereich der Stimmharmonie, die unterschiedlichen Arten der Akzente und deren Einfluss auf die Wortformen. Er befasste sich neben den Studien zur schwedischen auch mit den anderen nordischen Sprachen und hielt unter anderem Vorlesungen Über den Sprachwandel.
Von der Schwedischen Akademie wurde ihm 1892 der königliche Preis verliehen und seit 1924 war er dort auch Mitglied. Er war zudem Mitglied der Schwedischen Akademie der Wissenschaften und mehrerer anderer in- und ausländische Gelehrtengesellschaften, unter anderem war er seit dem 18. Oktober 1917 korrespondierendes Mitglied der philosophisch-historischen Klasse der Preußischen Akademie der Wissenschaften und seit 1919 auswärtiges Mitglied der Königlich Niederländischen Akademie der Wissenschaften.
Kock war seit 1883 mit Ebba Levinia Olbers (geboren 1859), der Tochter des Theologen Carl Olbers (1819–1892) und der Margareta Charlotta (geborene Ström), verheiratet.

## Werke (Auswahl)
- Språkhistoriska obsøkningar om svensk akcent. 2 Bände 1878–1885.
- Om några atona. C. W. K. Gleerups förlag, Lund 1879 (runeberg.org).
- Studier öfver fornsvensk ljudlära. 2 Bände 1882–1886.
- Historiska anmärkningar om dansk akcentuering. In: Gustav Storm et al. (Hrsg.): Arkiv för nordisk filologi (ANF). Folge 1, Band 3. J. W. Cappelen, Christiania [Oslo] 1886, S. 42–82 (mehrsprachig, runeberg.org).
- Undersökningar i svensk språkhistoria. 1887.
- Die alt- und neuschwedische Accentuierung unter Beschreibung der andern nordischen Sprachen. Straßburg 1901 (eine Bearbeitung seines schwedischen Buches zum gleichen Thema).
- Är Skåne de germanska folkens urhem? In: Historisk Tidskrift. 1905 (schwedisch).
- Svensk ljuhistoria Mehrere Teile ab 1906.
- Umlaut und Brechung im Altschwedischen. Lund 1911–1916.